# Ułanok
Ułanok (ros. Уланок) – wieś (ros. село, trb. sieło) w zachodniej Rosji, centrum administracyjne sielsowietu ułankowskiego w rejonie sudżańskim obwodu kurskiego.

## Geografia
Miejscowość położona jest nad rzeką Psioł, 11 km od centrum administracyjnego rejonu (Sudża), 86 km od Kurska.
W granicach miejscowości znajdują się ulice: Bawarija, Bieriegowaja, Centralnaja, Chutor, Ługowaja, Nowaja, Piesczanaja, Szkolnaja, Wiesiołowka, Zielonaja.

## Demografia
W 2012 r. miejscowość zamieszkiwały 502 osoby.